# Harry C. Stutz

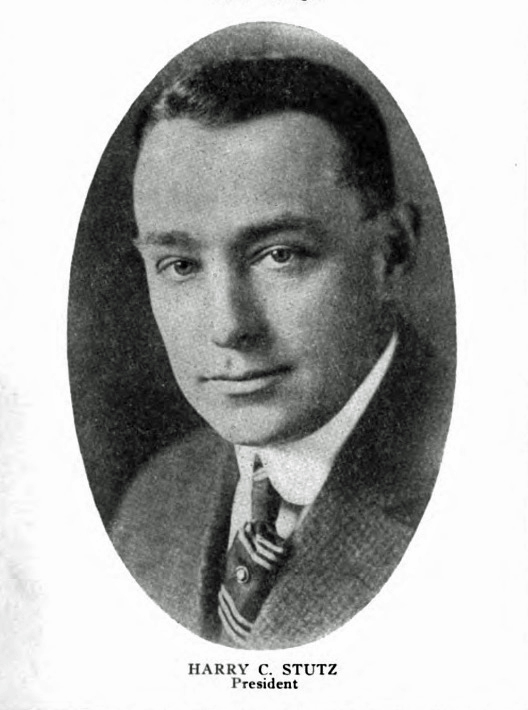
Harry Stutz, 1920

Harry C. Stutz (* 12. September 1876 in Ansonia, Ohio; † 26. Juni 1930 in Indianapolis, Indiana) war ein US-amerikanischer Automobilunternehmer, Ingenieur und Erfinder in der Automobilindustrie. 
Stutz wuchs auf der Farm seiner Familie in Ohio auf, wo er sich um den Erhalt und die Reparatur der Landmaschinen kümmerte. Sein erstes Auto baute er 1897, dann ein zweites eigener Konstruktion, das einen Benzinmotor besaß. 1905 konstruierte er einen Wagen für die American Motors Company in Indianapolis. Bald aber verließ er die Firma und gründete ein eigenes Unternehmen, das er später in Stutz Motor Car Company of America umbenannte. Ebenfalls gründete er die Stutz Fire Engine Company und die H. C. S. Motor Car Company 1919. 1929 gründete er weiterhin die Stutz-Bellanca Airplane Company.
Nach seinem Tod wurde er auf dem Friedhof Crown Hill Cemetery in Indianapolis beigesetzt.